# Кукушка (песня)
«Куку́шка» — песня советской рок-группы «Кино», написанная Виктором Цоем и выпущенная в 1991 году в «Чёрном альбоме».

## История создания
Песня была написана Виктором Цоем в посёлке Плиеньциемс под Юрмалой, куда он вместе с Юрием Каспаряном приехал для отдыха и, одновременно, записи демо-черновика нового альбома группы. Все мелодические ходы в песне (и в начале, и в конце) были придуманы Цоем. Там же была записана черновая демо-версия «Кукушки». Является одной из последних песен Цоя, написанных незадолго до его гибели в августе 1990 года.

«Кукушка»… Да, это очень личное. Я помню, как он её делал. Он целый день просидел в этом сарайчике, где была студия, то есть, совершенно отдельно. Прямо чувствовалось, что серьёзное что-то происходит. До этого я её не слышал, только в Юрмале услышал. Ну а потом уже аранжировали её, дополнили… Дело в том, что песни он придумывал всегда сам, наедине с собой. Нам-то приносил всегда готовый материал, показывал…
— Юрий Каспарян
После гибели Цоя песня была перезаписана, аранжирована участниками группы «Кино» и включена в «Чёрный альбом».
Черновая демоверсия «Кукушки», записанная в Плиеньциемсе, вошла в альбом «Последние записи», выпущенный лейблом Moroz Records в 2002 году. Существует также первый вариант сведения песни, сделанный в сентябре 1990 года и звучащий в финале документального фильма памяти Виктора Цоя «Человек в чёрном» (телекомпания «ВИD», 1990 год).
В АиФ в 2020-м высказывалось мнение, что "«Кукушка» после «Битвы за Севастополь» воспринимается куда серьезнее, чем она звучала в оригинале".

## Участники записи
- Виктор Цой — вокал, ритм-гитара.
- Георгий Гурьянов — ударные.
- Юрий Каспарян — соло-гитара, клавишные,
- Игорь Тихомиров — бас-гитара.

## Использование в кино
1. 1991 — «Дом под звёздным небом»
2. 2001 — «Сёстры»
3. 2015 — «Битва за Севастополь» (вокал — Полина Гагарина)
4. 2023 — «1993»